# رزا لوپز
رزا لوپز (به انگلیسی: Rosa López) (زاده ۱۴ ژانویه ۱۹۸۱) خواننده اسپانیایی است.
او نماینده اسپانیا در مسابقه آواز یوروویژن ۲۰۰۲ بود.